# Zorochros minimus
Zorochros minimus är en skalbaggsart som först beskrevs av Lacordaire 1835.  Zorochros minimus ingår i släktet Zorochros, och familjen knäppare. Arten är reproducerande i Sverige.